# 希夫區

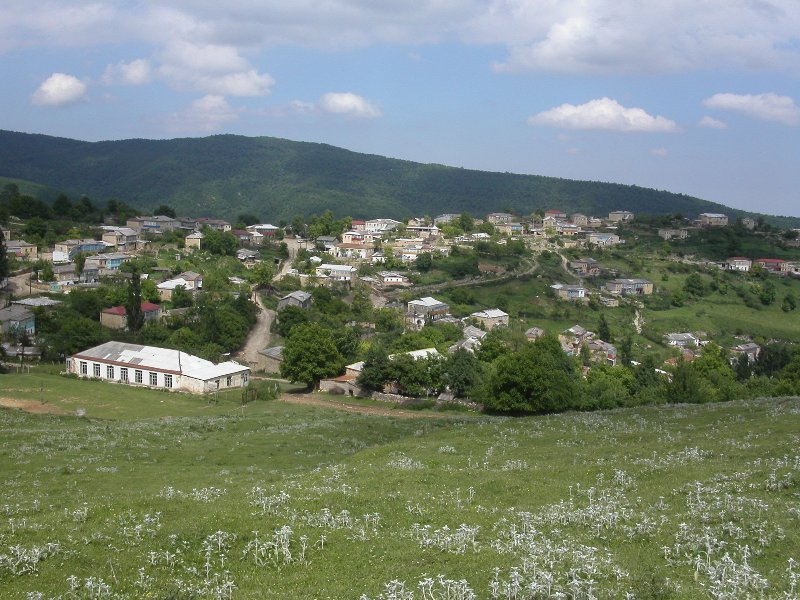

41°45′N 47°56′E / 41.750°N 47.933°E
希夫區（俄语：Хивский район），是俄羅斯的一個區，位於該國西南部，由達吉斯坦共和國負責管轄，面積620平方公里，2010年人口22,753，人口密度每平方公里36.7人。